# ビー・ウィッチド
ビー・ウィッチド（英: B*Witched）は、1997年に結成されたアイルランド出身の女性アイドルグループ。「セ・ラ・ヴィ」(C'est La Vie)など4曲が、全英シングルチャートで1位になっている。
グループは2002年に一度解散するが、2012年10月にイギリスのリアリティ番組、"The Big Reunion"の企画により再結成した。

## メンバー
- エディル・リンチ (英: Edele Lynch、1978年12月15日 - )

キーヴィとは双子の姉妹。兄はボーイゾーンのシェーン・リンチ。
- キーヴィ・リンチ (英: Keavy Lynch、1978年12月15日 - )

エディルとは双子の姉妹。
- リンゼイ・アーモー (英: Lindsay Armaou、希：Λίντσεϋ Γαίηλ Κριστίαν Αρμάου、1980年12月18日 - )

ギリシャ出身。
- シネイド・オキャロル (英: Sinéad O'Carroll、1973年5月14日 - )

## 来歴
ビー・ウィッチドは、エディル・リンチとキーヴィ・リンチの双子の姉妹、およびリンゼイ・アーモー、シネイド・オキャロルで結成され、意図的におてんば娘のイメージをつけられた。また、元々のグループ名は「Desire」だった。
エディルとキーヴィの兄であるシェーン・リンチの紹介で、元ニュー・キッズ・オン・ザ・ブロックのチーフマネージャーのキム・グラバーをマネージャーにすると、1997年にキム自身が経営するGlowworm Records（エピック・レコードの子会社）と契約した。
1998年5月25日に最初のシングル「セ・ラ・ヴィ」(C'est La Vie)をリリースすると、全英シングルチャートで1位となった。続いて発売された「ローラーコースター」(Rollercoaster)、「トゥ・ユー・アイ・ビロング」(To You I Belong)、「ブレイム・イット・オン・ザ・ウェザーマン」(Blame It on the Weatherman) についてもすべて全英シングルチャートで1位のヒットとなり、上記4曲を収録したデビュー・アルバムの「B*Witched」については、1998年10月に全英アルバムチャートで3位を記録した。
翌年にはアメリカへ進出。ブリトニー・スピアーズとともにイン・シンクのオープニングアクトを務め、シングル「セ・ラ・ヴィ」はビルボード・シングルチャートで9位のヒットを記録。また、アルバム「B*Witched」についてはプラチナアルバムとなった。
しかし、セカンド・アルバム「Awake and Breathe」からの先行シングル「ジェシー・ホールド・オン」(Jesse Hold On) が全英シングルチャートで4位に終わり連続1位は4曲でストップすると、続いて発売された「I Shall Be There」、「Jump Down」については人気の低下を証明づけることとなってしまった（それぞれ全英シングルチャートで13位、16位）。
その後は、しばらくサード・アルバムの制作作業に入った。その間の活動はミニアルバム「Across America 2000」をアメリカのみでリリースしたことと、2001年6月4日にアメリカの昼ドラ「総合病院」にグループが出演した。
2002年中旬にサード・アルバムからの先行シングル「Where Will You Go」をリリースして復帰する予定だったが、その前にレコード会社より契約解除されてしまった。新たにTelstar Recordsと契約したが、その直後の9月にシネイド・オキャロルがグループから正式に脱退したことで、解散した。

## 解散後

### エディルとキーヴィ
ビー・ウィッチドが2002年に解散した後も、エディルとキーヴィは音楽業界で働き続けた。エディルはプロダクションチームであるXenomaniaにソングライターとして参加し、2003年にはガールズ・アラウドの「Some Kind of Miracle」やシュガーベイブスの「Situations Heavey」を制作した。エディルは2006年8月に結婚し、2007年7月に娘を、2010年3月に第二子を出産した。
キーヴィはアレックス・トムズとZiiiing!という音楽制作会社を結成した。2005年12月には白雪姫のパントマイムをノッティンガム劇場で主演した。
2006年にエディルとキーヴィはMs. Lynchという名前で音楽活動を共にすることを決めた。そして、彼女たちは「Tip It」「Diet Coke」「What's Up」「Poppin In」「Halo」といった曲を制作し、イギリス・アイルランドの大学やナイトクラブをツアーで回っている。

### リンゼイ
リンゼイ・アーモーは2003年に公式ウェブサイトを立ち上げ、ソロ活動を始めた。2006年9月には911のリー・ブレナンと結婚したが、2011年に離婚。2007年5月にクレイトンというバンドに、ヴォーカルとして加わった。

### シネイド
シネイド・オキャロルは2004年までガールグループMinxを運営し、音楽ワークショップであるスター・アカデミーを始めた。2007年11月にはアイルランドの連続ホームドラマ『Fair City』でホテルの受付係として出演した。2006年6月に結婚し、2008年9月に娘を出産した。

## ディスコグラフィー

### アルバム
- B*Witched（1998年）
- Awake and Breathe（1999年）
- Champagne or Guinness（2014年）